# Torcal di Antequera
Il Torcal di Antequera è una riserva naturale nella catena montuosa della Sierra del Torcal situata a sud della città di Antequera, nella provincia di Malaga, vicino alla strada A45 in Andalusia, Spagna. È noto per le sue insolite morfologie ed è considerato uno dei paesaggi carsici più impressionanti d'Europa. L'area è stata designata Sito Naturale di Interesse Nazionale nel luglio 1929 e nell'ottobre 1978 è stata creata una Riserva Naturale del Parco di circa 17 chilometri quadrati.

## Geologia
La Sierra del Torcal (o El Torcal) è una piccola catena montuosa che separa le città di Antequera e Malaga. Ha quattro sezioni geologiche: Sierra Pelada, Torcal Alto, Torcal Bajo e Tajos e Laderas. Il punto più alto di El Torcal è Camorro de las Siete Mesas (1336 m) nel Torcal Alto.
Il calcare dell'età giurassica ha circa 150 milioni di anni ed è stato depositato in un corridoio marino che si estendeva dal Golfo di Cadice ad Alicante tra l'attuale Oceano Atlantico e il Mar Mediterraneo. Questi fondali sono stati sollevati ad un'altezza di oltre 1300 metri durante l'era terziaria, risultando in una modesta catena montuosa di calcare piatto, cosa rara in Andalusia. Successivamente, una serie di fratture, crepe e faglie ad angolo retto (generalmente NW-SE e NE-SW) sono state sfruttate dall'erosione e hanno prodotto i vicoli tra i grandi blocchi di calcare oggi visibili. I blocchi stessi sono stati soggetti sia alla dissoluzione dell'acqua (carsificazione) che all'azione di gelo-disgelo che, lavorando sui letti orizzontali del calcare, ha dato luogo alle varie forme oggi visibili, molte delle quali ricordano e prendono il nome da oggetti di uso quotidiano come la Sfinge, la Brocca, il Cammello, la Vite, ecc. Altre superfici pianeggianti sono state carsificate in aspre terre rocciose dove il viaggio a piedi è difficile.
Come molti massicci calcarei, il Torcal comprende grotte e altre forme sotterranee, alcune delle quali di importanza storica come la Cueva de El Toro (Grotta del Toro) con i suoi manufatti neolitici. Le loro origini sono legate anche alla dissoluzione del calcare sotterraneo da parte dell'acqua piovana.

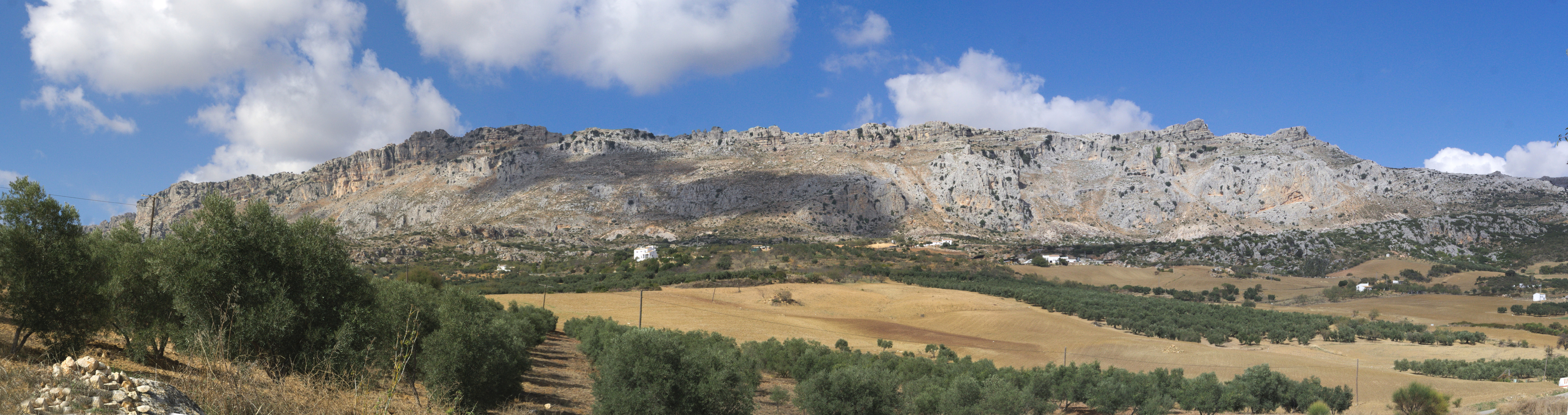
Massiccio del Torcal da sud

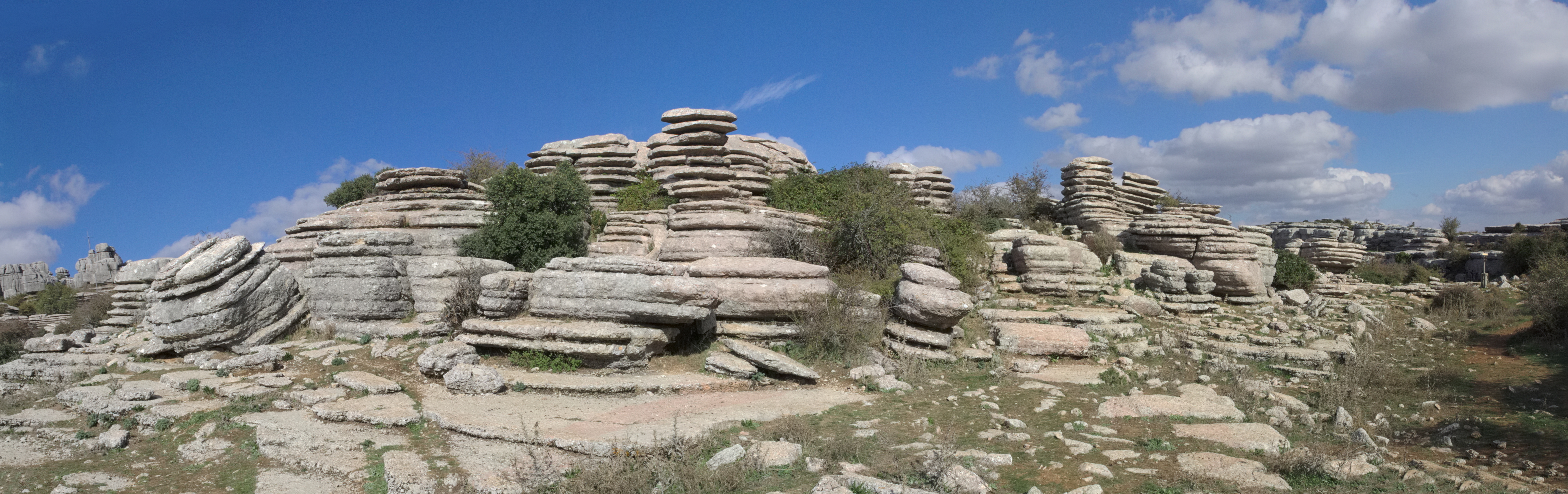
Formazione rocciosa del "Tornillo"

## Biologia

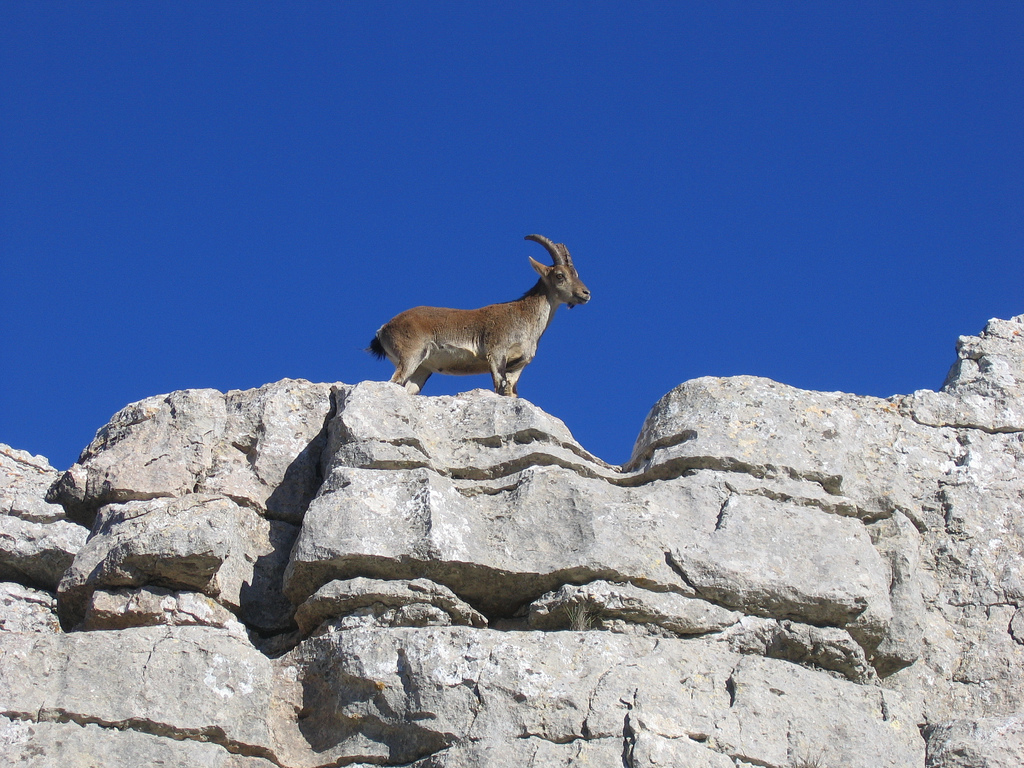
Stambecco spagnolo del Torcal di Antequera

Il Torcal supporta un'impressionante gamma di fiori selvatici tra cui piante delle rocce come Linaria anticaria, Saxifraga biternata, Linaria oblongifolia, Viola demetria, Saxifraga reuterana, Polypodium australe e altre piante come gigli, peonie rosse, rose selvatiche e trenta varietà di orchidea. Le numerose specie di rettili includono il serpente di Montpellier  e la lucertola ocellata. Altre forme di vita includono l'avvoltoio grifone,  lo stambecco spagnolo  (capra di montagna andalusa) e mammiferi notturni come tassi, donnole e roditori.
A Torcal, ci si potrebbe anche imbattere nella fauna selvatica. Occasionalmente sono visibili il falco pellegrino o l'aquila del Bonelli. Sono rari a causa della pressione sul loro ambiente da parte dell'uomo (attività sportive ecc.).

## Strutture per i visitatori
Il Torcal è accessibile, tramite strada asfaltata, dal villaggio di Villanueva de la Concepción. Un piccolo negozio di articoli da regalo e un centro interpretativo nell'area di parcheggio sono il punto di partenza per una breve passeggiata verso un impressionante punto panoramico e tre sentieri escursionistici con diversi codici di colore di 1,5 , 2,5  e 4.5 km di lunghezza che comprendono molti punti panoramici.
A causa delle temperature estreme, la maggior parte delle visite si verifica in primavera e in autunno.